# Guyanavireo
Guyanavireo (Tunchiornis luteifrons) är en fågelart i familjen vireor inom ordningen tättingar.

## Utbredning och systematik
Fågeln förekommer i allra östligaste Venezuela, Guyanaregionen samt norra Amazonområdet i Brasilien Den kategoriserades tidigare som underart till Tunchiornis ochraceiceps, men urskiljs sedan 2016 som egen art av Birdlife International och IUCN, sedan 2025 även av AviList.

## Status
Den placeras av IUCN i hotkategorin livskraftig.